# Iso-Viilio
Iso-Viilio är en ö i Finland. Den ligger i sjön Saimen och i kommunen Puumala i den ekonomiska regionen  S:t Michel och landskapet Södra Savolax, i den södra delen av landet, 220 km nordost om huvudstaden Helsingfors. Öns area är 1,15 kvadratkilometer och dess största längd är 1,6 kilometer i sydöst-nordvästlig riktning.